# Amtshaus (Bad Doberan)

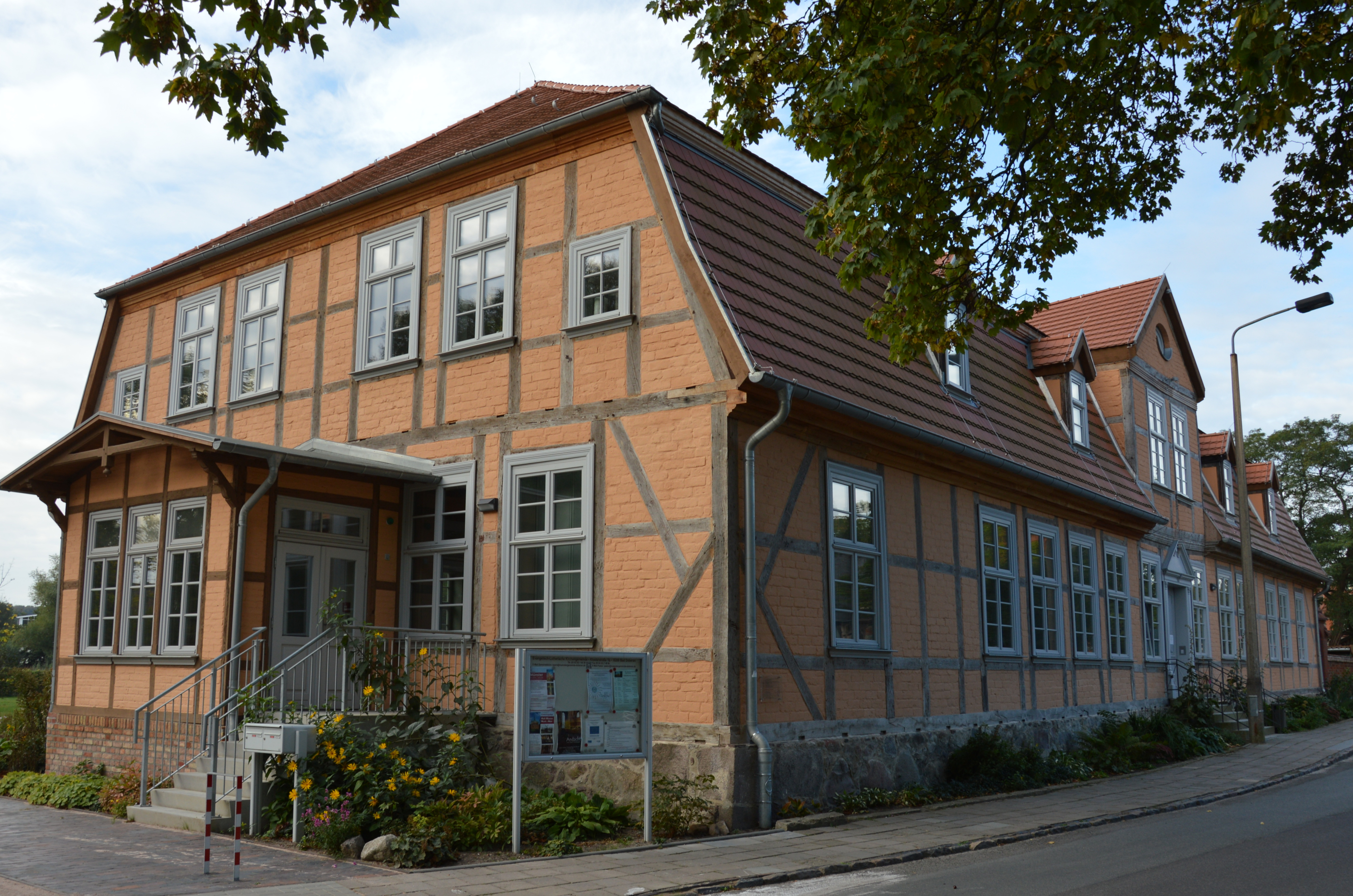
Amtshaus in Bad Doberan, 2016

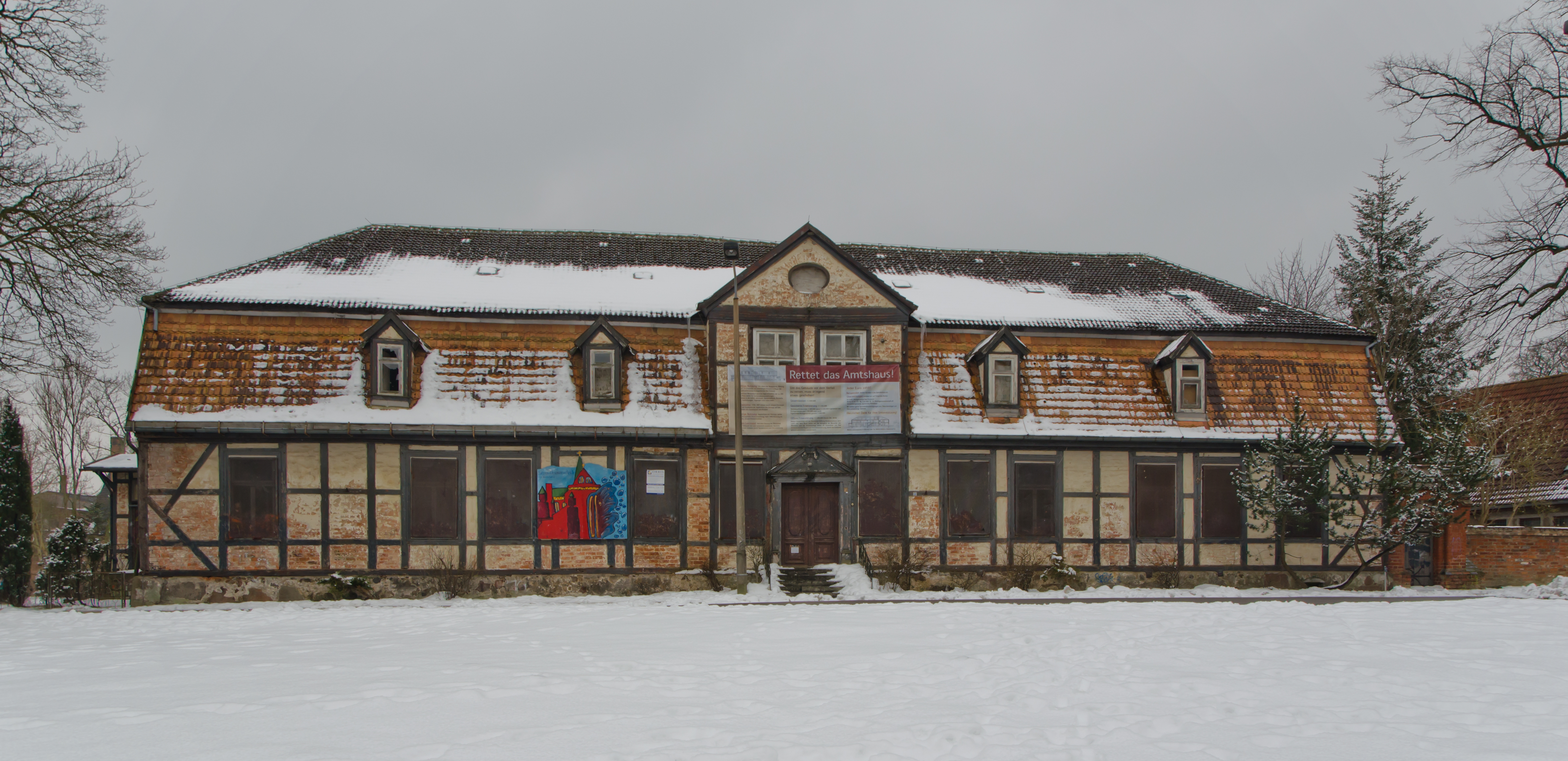
Vor der Sanierung, 2013

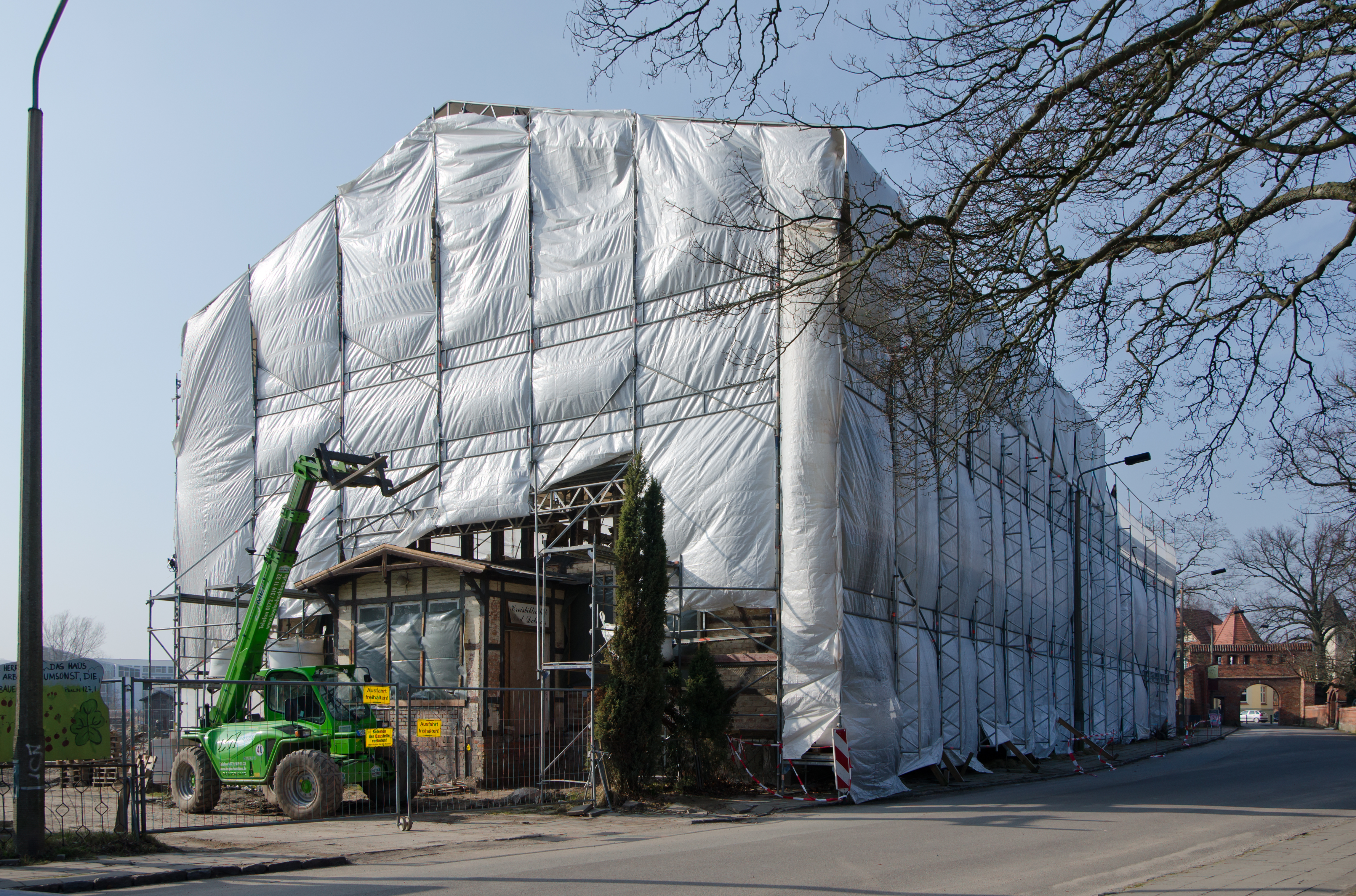
Sanierung 2014

Das Amtshaus ist ein denkmalgeschütztes Gebäude in Bad Doberan in Mecklenburg-Vorpommern.

## Lage
Es befindet sich auf der Südseite der Klosterstraße im Bereich des Klosters Doberan an der Adresse Klosterstraße 1.

## Architektur und Geschichte
Das große, schlicht gestaltete eingeschossige Fachwerkhaus entstand in der Zeit zwischen 1791 und 1793. Als Architekt wird Johann Christoph Heinrich von Seydewitz angenommen. Als Baumaterial dienten Reste des abgebrochenen Schloss Doberan. Es gibt Vermutungen, dass das Amtshaus auf den Fundamenten des Schlosses errichtet wurde. In der Mitte des Gebäudes ist ein mit einem Ochsenauge versehenes Zwerchhaus angeordnet. Bedeckt ist das Gebäude von einem hohen Mansarddach.
Das Amtshaus diente als Sitz des Domanialamtes Doberan. 1879 wurden im Gebäude dann Dienstwohnungen der Forstverwaltung eingerichtet. Ab 1947 war es als Internat der Fachschule für Landwirtschaft und später als Sonderschule in Nutzung. Im Sommer 1984 wurde im Haus dann die Stadt- und Kreisbibliothek eingerichtet. Von 1990 bis 1997 war das Amtshaus auch Sitz des Arbeitsamts. Die Bibliothek zog 2001 aus dem Gebäude aus. In der Zeit der Nutzungen war es seit Ende des 19. Jahrhunderts zu Umbauten und Verlusten von Einrichtungsgegenständen gekommen. Es schloss sich eine längere Zeit des Leerstands und des Verfalls an. Es traten Vandalismusschäden auf.
Im Jahr 2014 erfolgte dann eine Sanierung und Umnutzung zum kirchlichen Gemeindezentrum.